# Susan Groagová Bellová
Susan Groagová Bellová, nepřechýleně Susan Groag Bell, rozená Susanne Eva Marie Groag (25. ledna 1926 Opava –  24. června 2015 Palo Alto), byla česko-americká historička a vědecká pracovnice v oblasti ženských studií.

## Život
Byla dcerou právníka Friedricha (také Bedřicha) Groaga a Edith Luise Groagové. Vyrůstala v Opavě; v roce 1938 byla Opava v důsledku uzavření Mnichovské dohody přičleněna k nacistickému Německu. Susan Groagová uprchla v roce 1939 s matkou do Anglie, otec ji měl následovat kvůli vízovým problémům, ale pak už to nedokázal. V roce 1942 se stal se obětí holokaustu v terezínském ghettu. Její matka pracovala v Anglii jako pomocnice v domácnosti a Susanne Groagová chodila do internátní školy a později do internátní školy pro děti československých exulantů.
Susan Groagová se v roce 1950 v Londýně provdala za Američana Alfreda E. Barringtona a odjela s ním do USA. Manželství později skončilo rozvodem a Susan Groagová se v roce 1960 provdala za fyzika Ronalda Bella a přestěhovala se s ním do Woodside v Kalifornii poblíž Stanfordovy univerzity, kde studovala dějiny umění a v roce 1964 promovala s bakalářským titulem. Poté získala magisterský titul v roce 1970 na Santa Clara University s dizertací z historie o ženách a zaměstnání. V roce 1971 zorganizovala jeden z prvních kurzů ženských studií v Kalifornii na Cañada College. Susan Groagová Bellová v roce 1973 vydala učebnici Women, from the Greeks to the French Revolution, která byla přetištěna v roce 1980. Získala učitelské místo na Santa Clara University a také přednášela po celé zemi.
Susan Groagová Bellová byla jednou ze zakladatelek Stanfordského centra pro výzkum žen (CROW) (později Institut Michelle R. Claymanové pro výzkum pohlaví) a pracovala tam přes 30 let. V roce 1982 se její esej Medieval Women Book Owners: Arbiters of Lay Piety and Ambassadors of Culture objevila v časopise Signs. Byla první ženou, která ukázala, jak byl historiky ignorován význam žen v rozvoji kultury čtení.

## Dílo (výběr)
- (Ed.): Women from the Greeks to the French Revolution. Stanford, Calif.: Stanford Univ. Pr., 1973, 1980
- Karen Offen, Susan Bell (Ed.): Women, the Family, and Freedom: The Debate in the Documents: 1750–1950. 2 Bände. Stanford, Calif. : Stanford Univ. Pr., 1983
- Marilyn Yalom, Susan Bell (Ed.): Revealing Lives: Autobiography, Biography, and Gender. New York: State Univ. of New York Press, 1990
- Between Worlds: Czechoslovakia, England, and America. 1991
- The Lost Tapestries of „The City of Ladies“. Christine de Pizan’s Renaissance Legacy. 2004